# 張蒼
張 蒼（ちょう そう、? - 紀元前152年）は、秦から前漢にかけての人。三川郡陽武県（現在の河南省新郷市原陽県の南東）の人。

## 略歴
書を好み律暦に詳しかった。秦においては御史となり、四方からの文書を司っていた。しかし罪があって逃亡し、故郷に帰っていたところ、沛公劉邦が陽武を通過し、張蒼は劉邦の客となって南陽攻めに参加した。そこで罪があって斬刑にされるところを、彼が背が高く丸々と太っているのを見て只者ではないと感じた王陵が劉邦に助命嘆願し、許された。
その後も劉邦に従った。陳余が恒山王張耳を追い出して張耳が劉邦を頼ると、漢王劉邦は張蒼を恒山郡守とした。その後韓信に従って陳余を攻めて、陳余を捕獲した。趙歇が平定されると劉邦は張蒼を代国の丞相とし、匈奴の侵略に備えさせ、その後趙王張耳の丞相に遷した。その後、また代国の丞相となり、燕王臧荼の反乱討伐に従軍して功績があった。高祖6年（紀元前201年）に北平侯（1200戸）に封じられた。
その後、計算を得意としていたことから戸籍の統計を司り、やがて相国蕭何の下で郡国から報告される予算書を主管させた。その後、英布が反乱し後任の淮南王に高祖劉邦の子である劉長が選ばれると、張蒼が淮南国の丞相となった。
高后8年（紀元前180年）に漢の御史大夫になり、周勃らと共に代王劉恒（文帝）を皇帝に擁立した。文帝前4年（紀元前176年）に丞相灌嬰が死亡すると後任の丞相となった。
張蒼は軍人や軍吏ばかりの劉邦の部下の中で珍しく書や律暦に詳しく、彼が中心となって漢が五行思想における水徳であることや、10月を一年の最初の月とするといった暦を定め、また調律を行い音楽を定めた。
また王陵に助けられた恩を忘れず、王陵が生きている間は彼を父と崇め、王陵の死後は休暇の際にもまず王陵の夫人に食事を奉るようにしていた。
文帝前16年（紀元前164年）、魯の人の公孫臣が五行について、漢は土徳であるとの意見を述べた。張蒼はこれを誤りとしたが、その後黄色の龍が現われたことから、文帝は公孫臣を博士とし土徳説を採用すると共に、張蒼を疎んじるようになった。そんな折、張蒼が推挙して中候となっていた人物が汚職を行っていたことが分かり、文帝がそれを責めたことから、張蒼は病気を理由に辞職した。
丞相を辞めてからは老齢のために歯を失い、女子の乳を飲むようになった。また妻妾は百人にもおよび、妊娠した者はもう寵愛しなかった。陰陽や律暦の事を記した著書18篇を著したというが残っていない。景帝前4年（紀元前152年）に百余歳にして死去した。文侯と諡された。
北平侯は子の康侯張奉が継いだ。孫の張類の時に罪があって北平侯を召し上げられた。